# كو في في دون
كو في في دون (بالتايلندية: เกาะพีพีดอน) هي أكبر جزيرة في أرخبيل جزر في في الواقع في بحر أندامان ضمن محافظة كرابي في جنوب تايلاند، تُعد الجزيرة المركز الرئيسي للسكان والخدمات، حيث تحتوي على مرافق الإقامة، والمطاعم، وموانئ الرحلات السياحية.

## نبذه
تتميز الجزيرة بجمالها الطبيعي الذي يشمل الشواطئ الرملية البيضاء، والمياه الفيروزية، والتكوينات الصخرية الكارستية، كما تُعد قاعدة لانطلاق الزوار إلى الجزر المجاورة مثل كو في في ليه، وتُعرف بنشاطاتها البحرية مثل السباحة والغوص وركوب القوارب.
تُعتبر كو في في دون واحدة من الوجهات السياحية الشهيرة في جنوب تايلند، وتستقطب الزوار من مختلف أنحاء العالم.